# 旧戈滕
旧戈滕是德国图林根州的一个市镇。总面积18.17平方公里，总人口1040人，其中男性508人，女性532人（2011年12月31日），人口密度57人/平方公里。